# عقداء عديدة الأزهار
العَقداء العديدة الأزهار أو خاتم سلیمان الکثیر الزهر هو نوع نباتي يتبع جنس العَقداء من الفصيلة السفندرية.